# Eisgerät

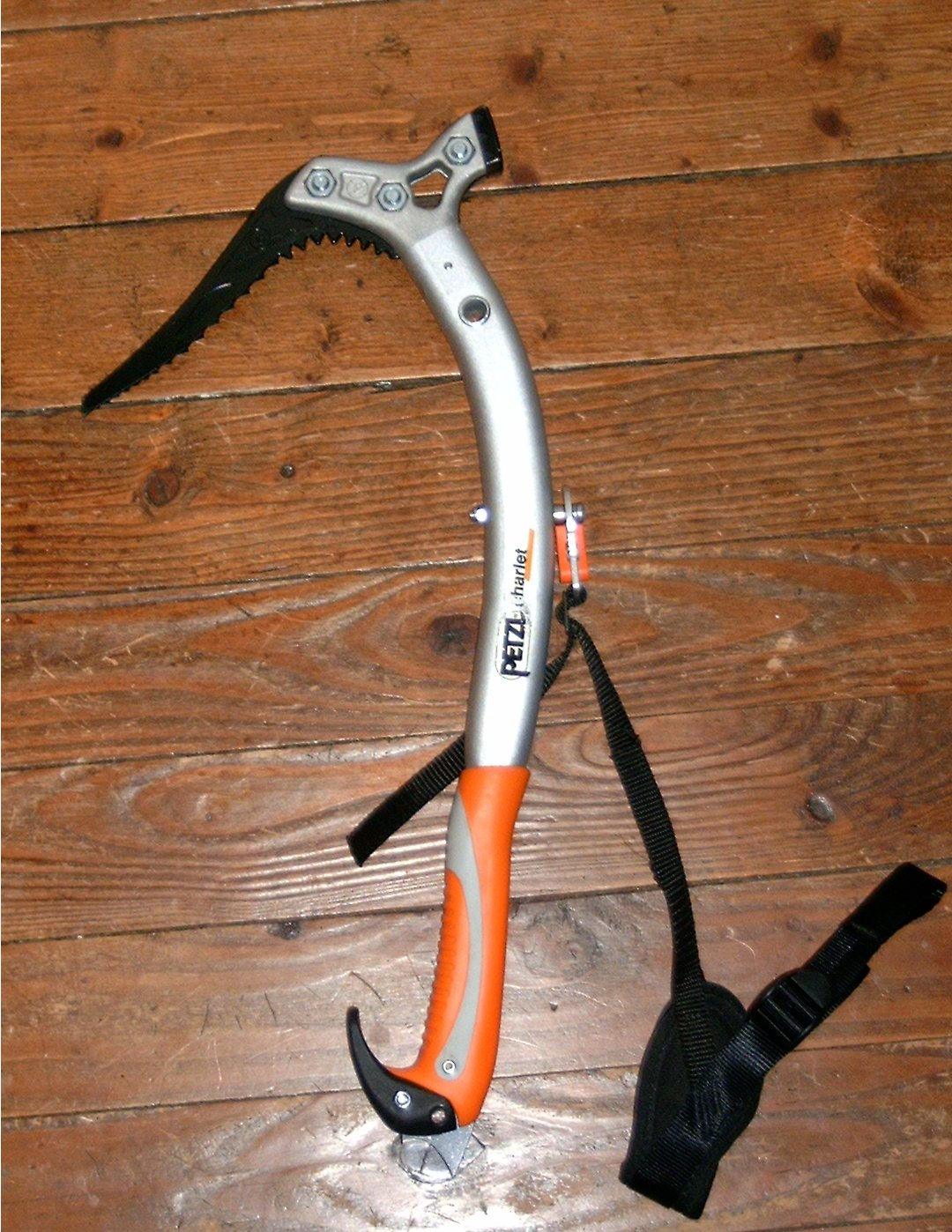
Modernes Eisgerät mit gebogenem Schaft

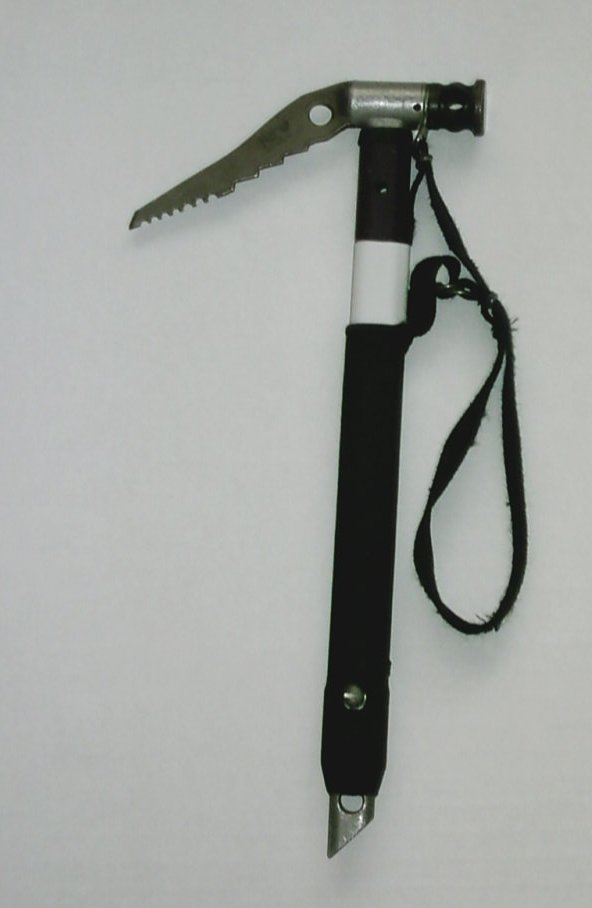
Eisgerät mit auswechselbarer Haue und Hammerkopf

Ein Eisgerät (auch: Eisbeil, Eisaxt, früher auch Steileispickel) ist ein spezieller kurzer Eispickel zum Klettern an gefrorenen Wasserfällen, dem sogenannten Steil- oder Wasserfall-Eisklettern.
Im Vergleich zu einem klassischen Eispickel ist das Eisgerät mit etwa 50 cm Schaftlänge wesentlich kürzer und hat eine steiler geneigte und wesentlich schärfere Haue. Ein Eisgerät ist so gebaut, dass sich ein Eiskletterer an das ins Eis geschlagene Eisgerät hängen kann. Durch die Form der Haue kann das Eisgerät nicht herausrutschen, sondern dringt durch die Druckschmelze noch weiter ins Eis ein.
Eisgeräte können rückseitig mit Schaufel oder Hammerkopf ausgestattet sein. Der Hammerkopf diente in der Vergangenheit zum Einschlagen von Eisnägeln (Pitons oder Snargs genannt). Diese wurden aber in der Zwischenzeit durch die wesentlich sichereren Eisschrauben ersetzt. Der Schaufelkopf dient bei klassischen Eispickeln unter anderem zum Stufenschlagen, beim Eisgerät kann sie zum Abschlagen loser Eispartien oder zum Präparieren des Standplatzes genutzt werden.
Am Eisgerät kann eine Handschlaufe befestigt werden, aus der die Hand nicht herausrutschen kann. Damit benötigt der Eiskletterer eine geringere Handkraft beim Hängen am Eisgerät und er benötigt eine geringere Kraftausdauer. Heute ist die Handschlaufe aber eher untypisch. Beim alpinen Einsatz des Eisgerätes werden oft dehnbare Verbindungsmittel (engl. Leash) zwischen Klettergurt und Gerät genutzt, um dem Verlust des Geräts vorzubeugen. 